# Dobó István tér

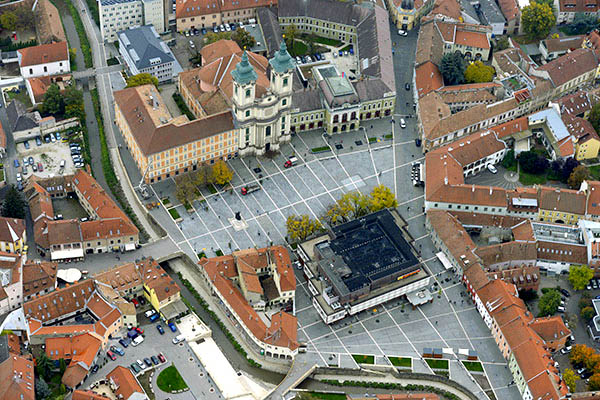
Dobó István tér légi fotó

A Dobó István tér (Dobó tér) Eger történelmi belvárosának főtere. A nagyjából trapéz alakú, barokk hangulatú hosszúkás tér hossztengelye északkelet–délnyugati tájolású. A tér határa délkeleten a minorita rendház, a minorita templom és a városháza, délnyugaton barokk lakóépületek, északnyugaton a Centrum Áruház vasbeton épülete, míg északkeleten az Eger-patak, de a patak túlsó (bal) partját is a térhez számolják, és gyakran kis Dobó térnek nevezik.

## Épületek
A dőlt betűvel szedett címek a kis Dobó téren vannak.
- Dobó István tér 1. – Centrum Áruház
- Dobó István tér 1. – Forst-ház (1774-1777) Forst Antal üveges mester építtette.
- Dobó István tér 1./B. – Najmájer-ház (XVIII. sz.) Najmajer Ignác vaskereskedő építtette.
- Dobó István tér 2. – Városháza
- Dobó István tér 3. – Lakóépület
- Dobó István tér 4. – Minorita (Páduai Szent Antal) templom (1758-1772)
- Dobó István tér 5. – Offi-ház (Ruzsin–Offenbacher-ház) Benne az Arany Oroszlán étterem.
- Dobó István tér 6. – Minorita rendház (Minorita Rend Szent Hedvig Kollégiuma) (1773–1775)
- Dobó István tér 7. – Lakóépület
- Dobó István tér 8. – Lakóépület
- Dobó István tér 11. – Szenátor-ház. A házat 1727 után Boldogi György felcser építtette ki mai formájára. Később Szvetics András városi szenátor tulajdona volt.
- Dobó István tér 13. – Farkas Ferenc Zeneiskola (Panakoszta-ház). A 18. század elején épült.

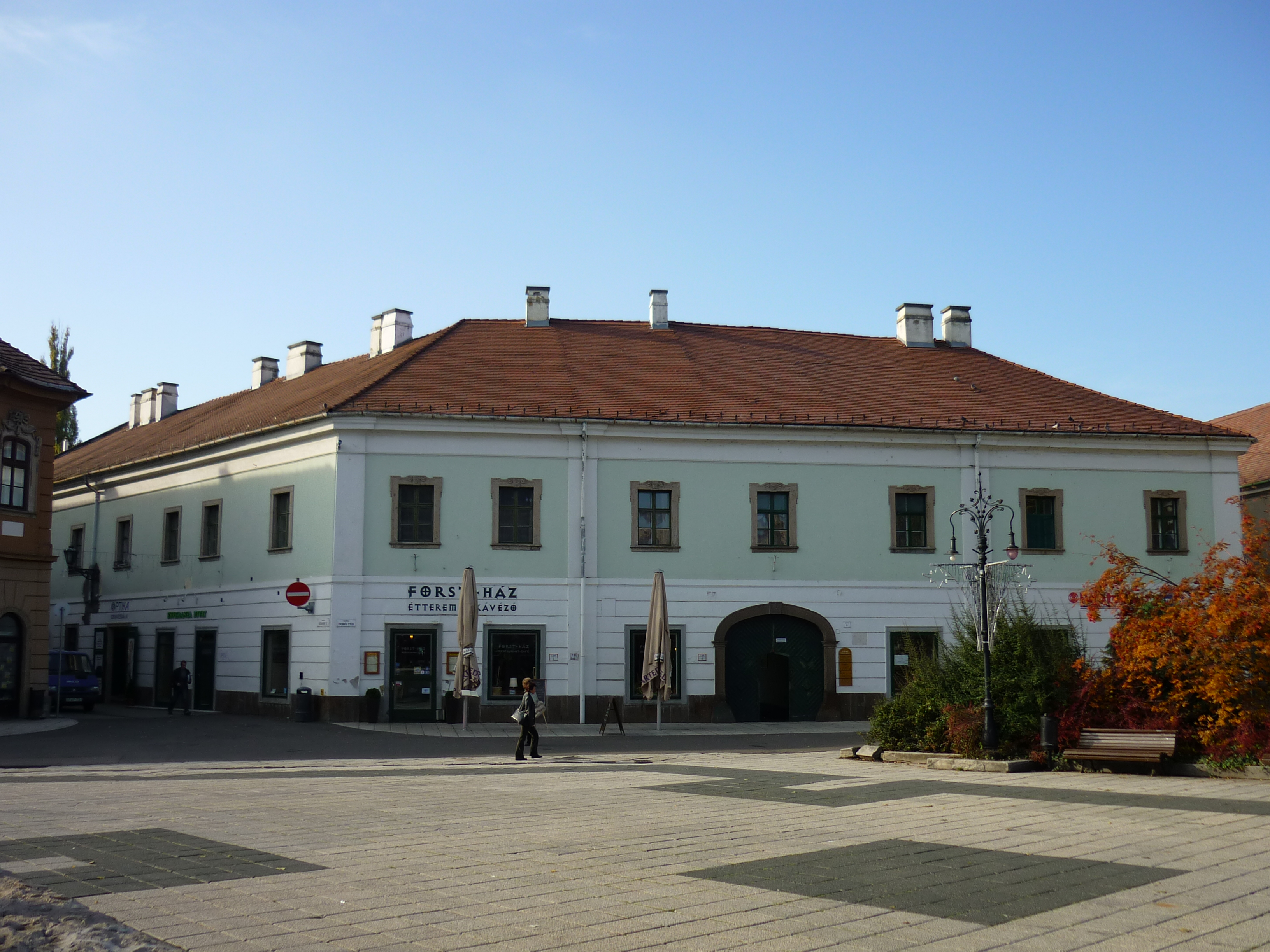
A Forst-ház.
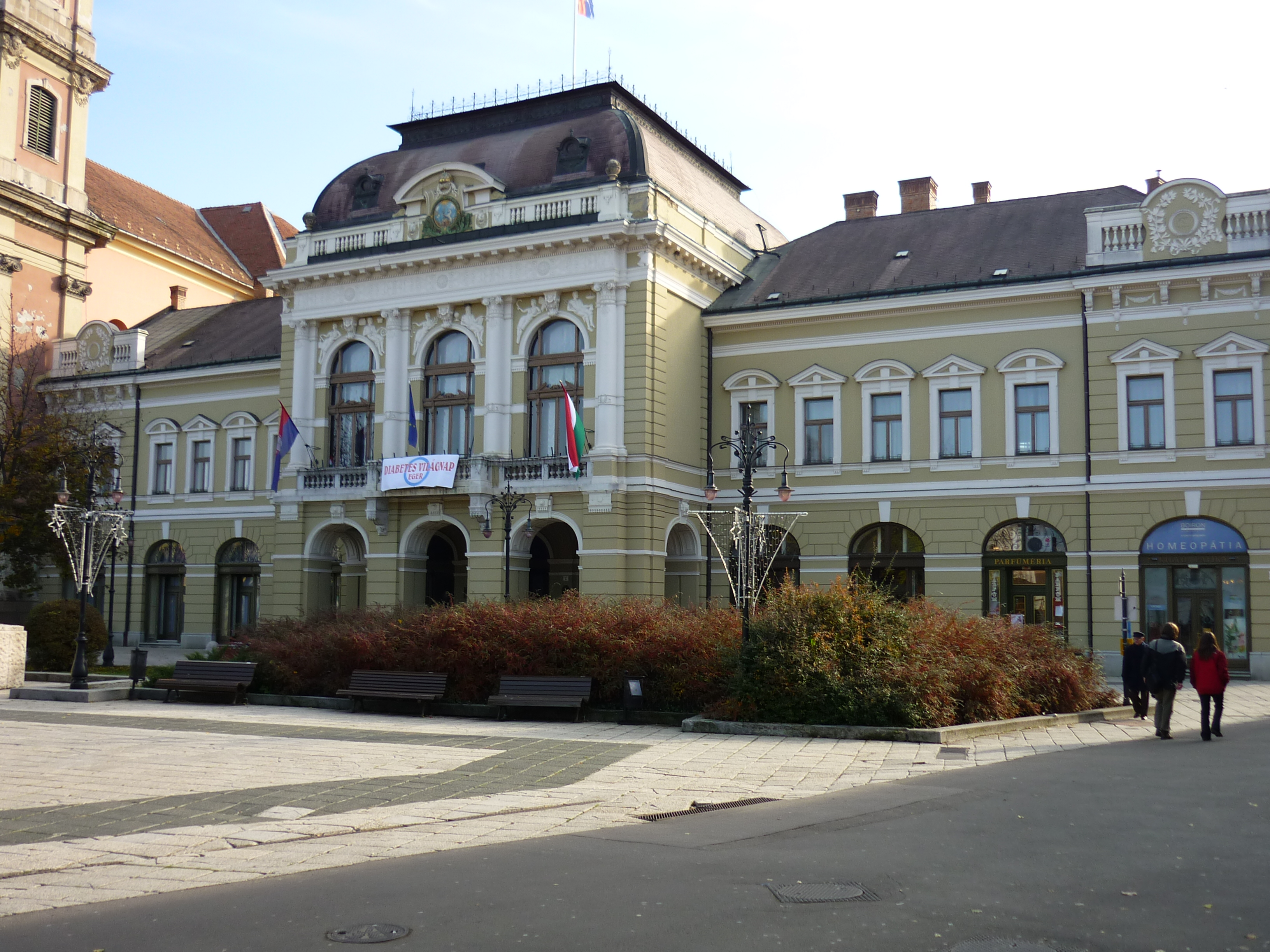
A városháza
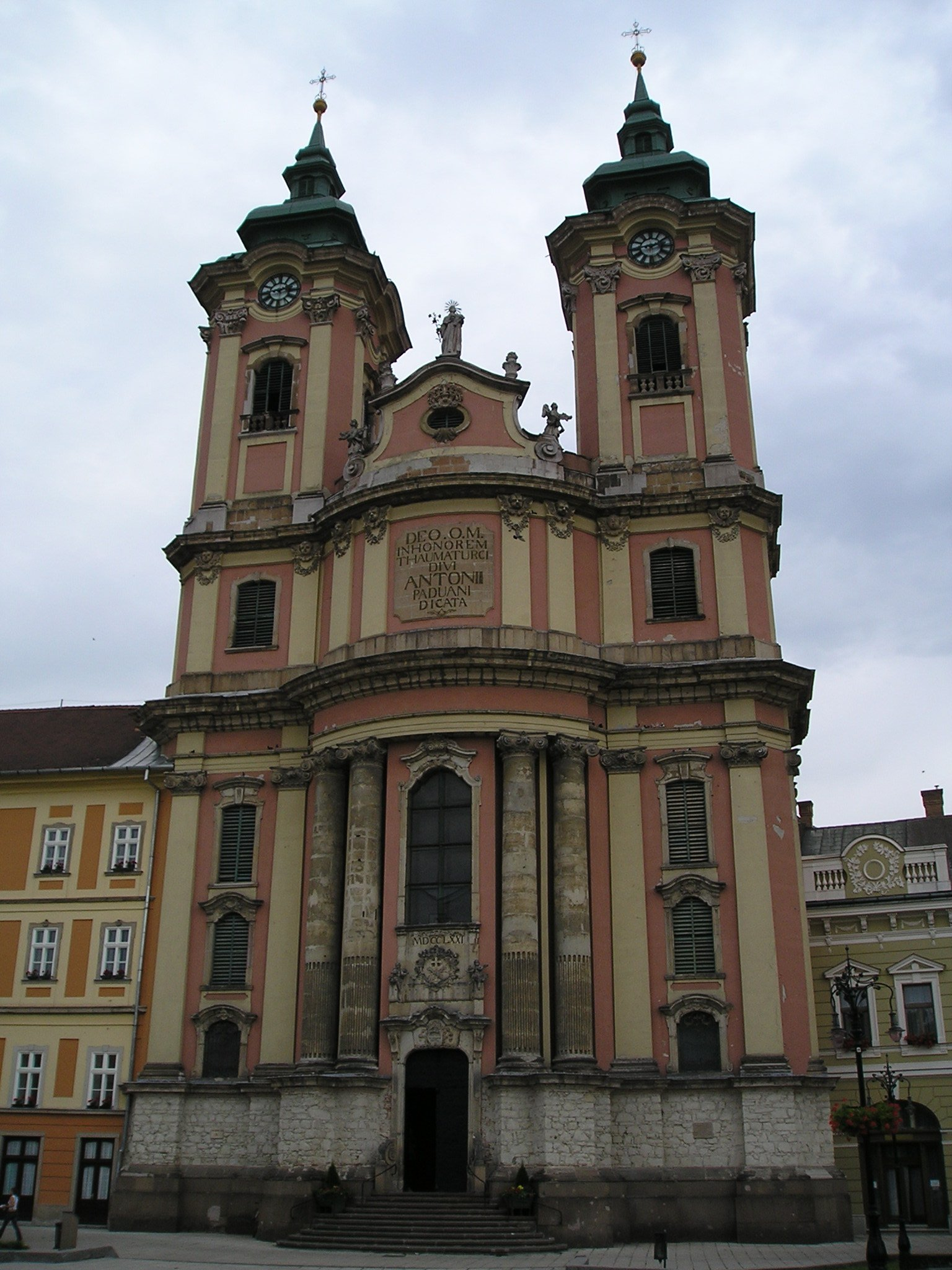
A minorita templom
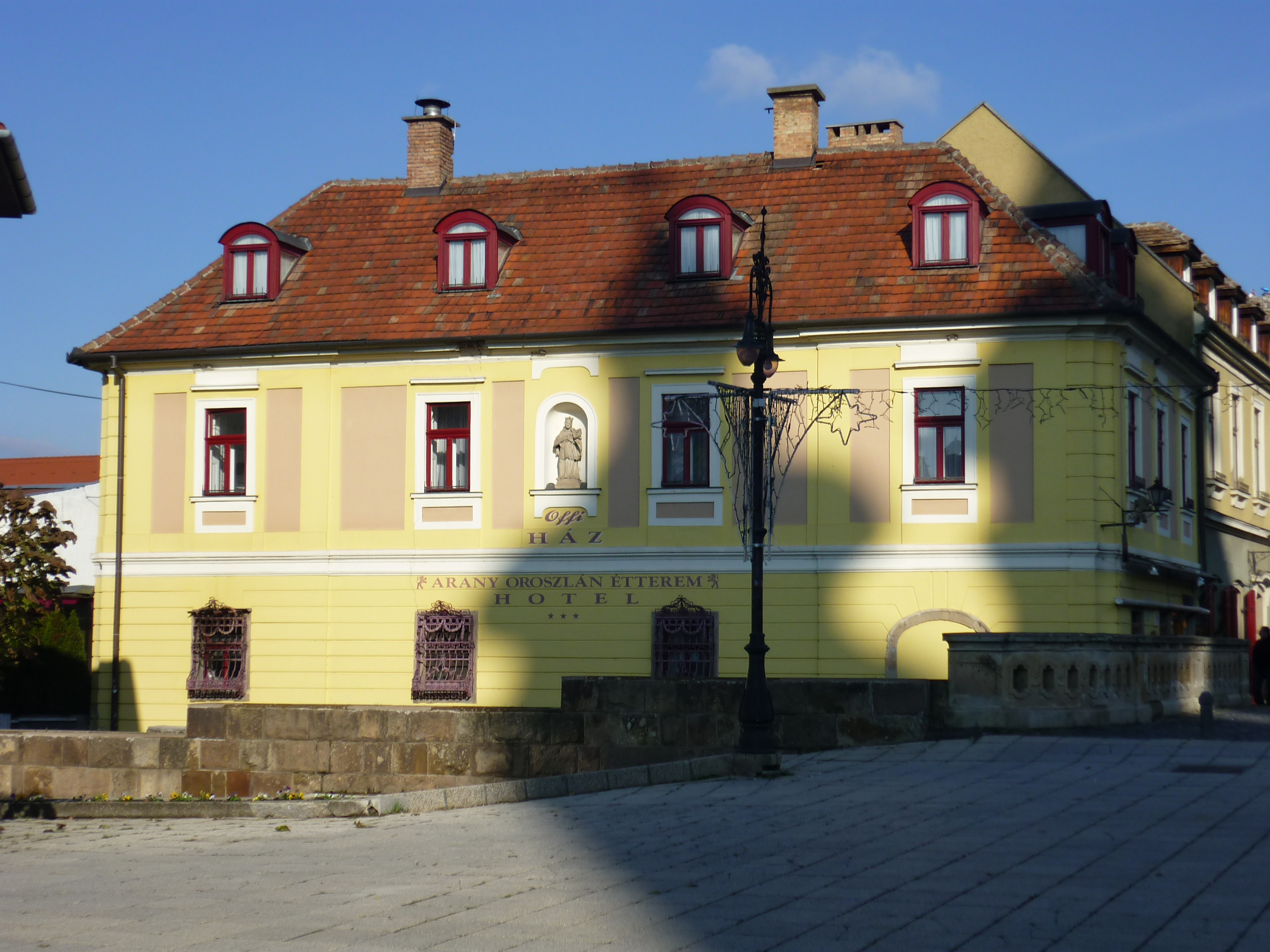
Az Arany Oroszlán étterem

## Látnivalók a téren
- Dobó István szobra; Strobl Alajos (1907) alkotása
- Permetező szökőkút. Korábban itt volt Kisfaludi Strobl Zsigmond Végvári vitézek (Végvári harcosok) című szobra (1967-ben állították fel).
- barokk híd
- 2019-ben a téren, az árkádsornál POKET Zsebkönyvautomatát állítottak fel.

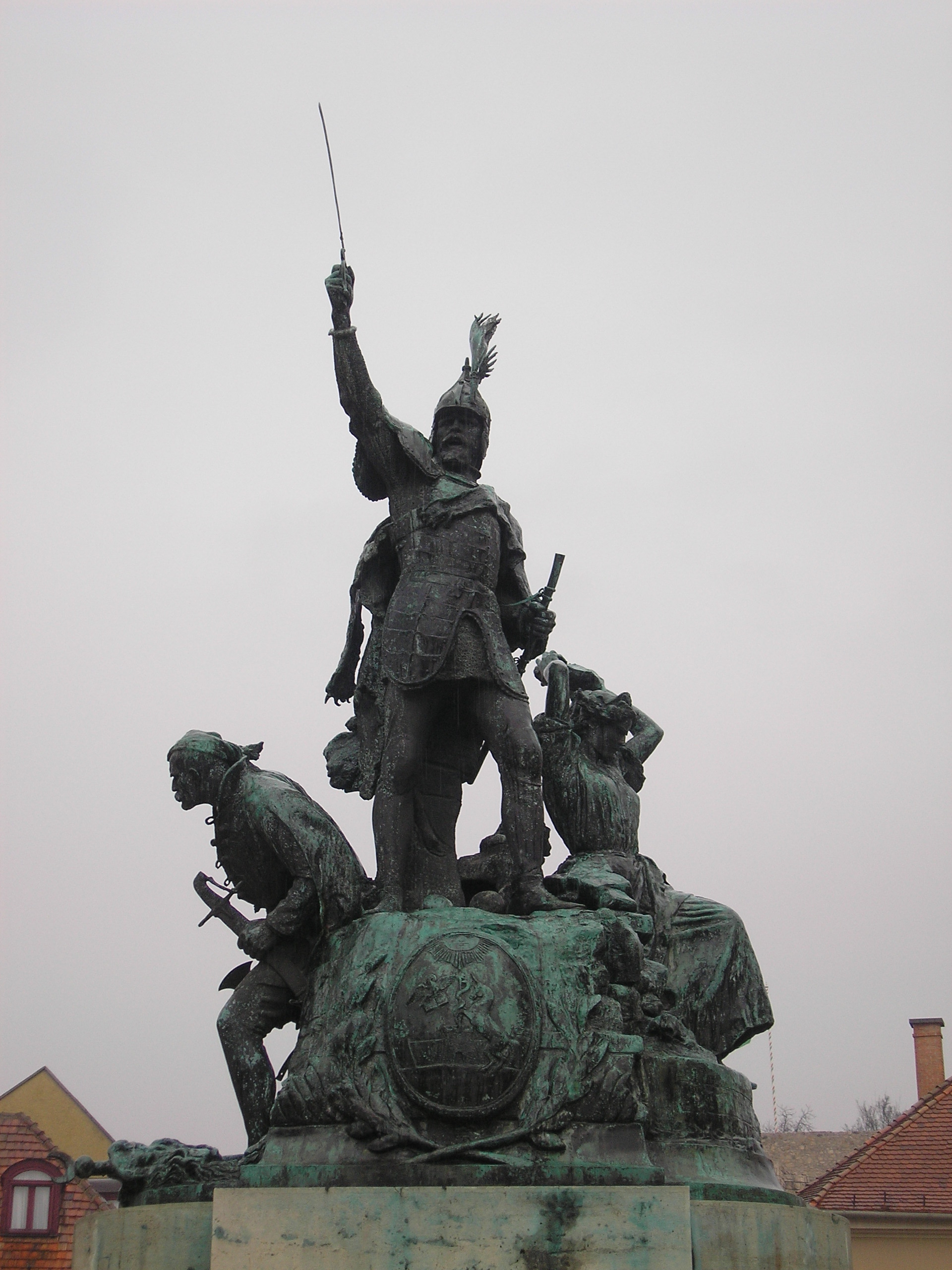
Dobó István szobra